# Mount Roper
Mount Roper ist ein markanter und 3660 m hoher Berg im ostantarktischen Viktorialand. In der Royal Society Range des Transantarktischen Gebirges ragt er zwischen Mount Hooker und dem Salient Peak auf. 
Das New Zealand Geographic Board benannte ihn 1994 nach Charles A. „Cas“ Roper, der zwischen 1976 und 1977 zur Besetzung auf der Scott Base gehört hatte, dort leitender Wissenschaftler im antarktischen Winter 1980 war und über einen Zeitraum von 20 Jahren das dortige wissenschaftliche Programm beaufsichtigt hatte.